# Jan Sztaudynger
Jan Izydor Sztaudynger (nascut el 28 d'abril del 1904 a Cracòvia, mort el 12 de setembre de 1970 a la mateixa ciutat) fou un poeta, sàtir, aforista, traductor i teòric del teatre de titelles polonès. Va gaudir d'una enorme popularitat com a poeta a Polònia després de la Segona Guerra Mundial.

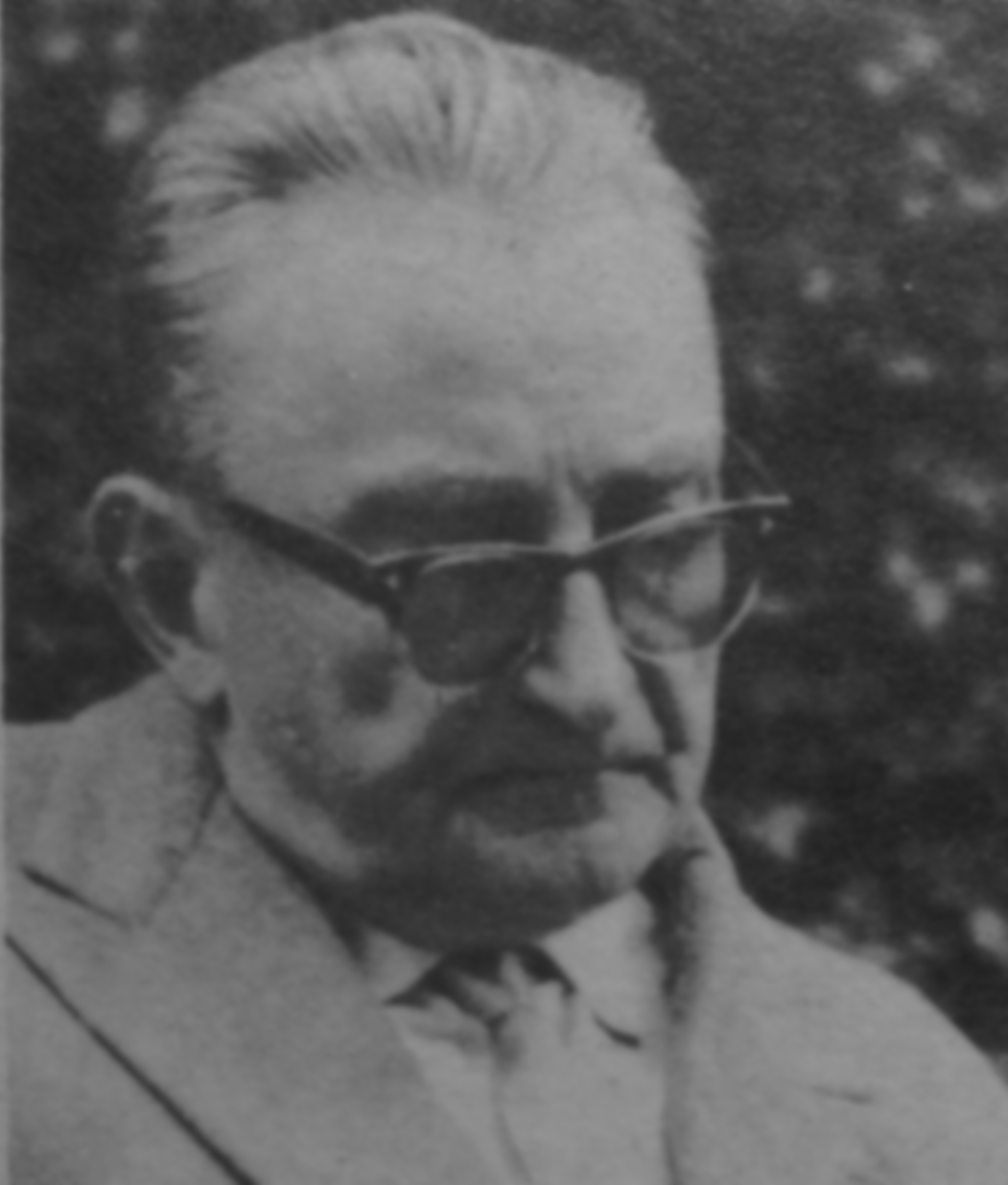
Jan Sztaudynger

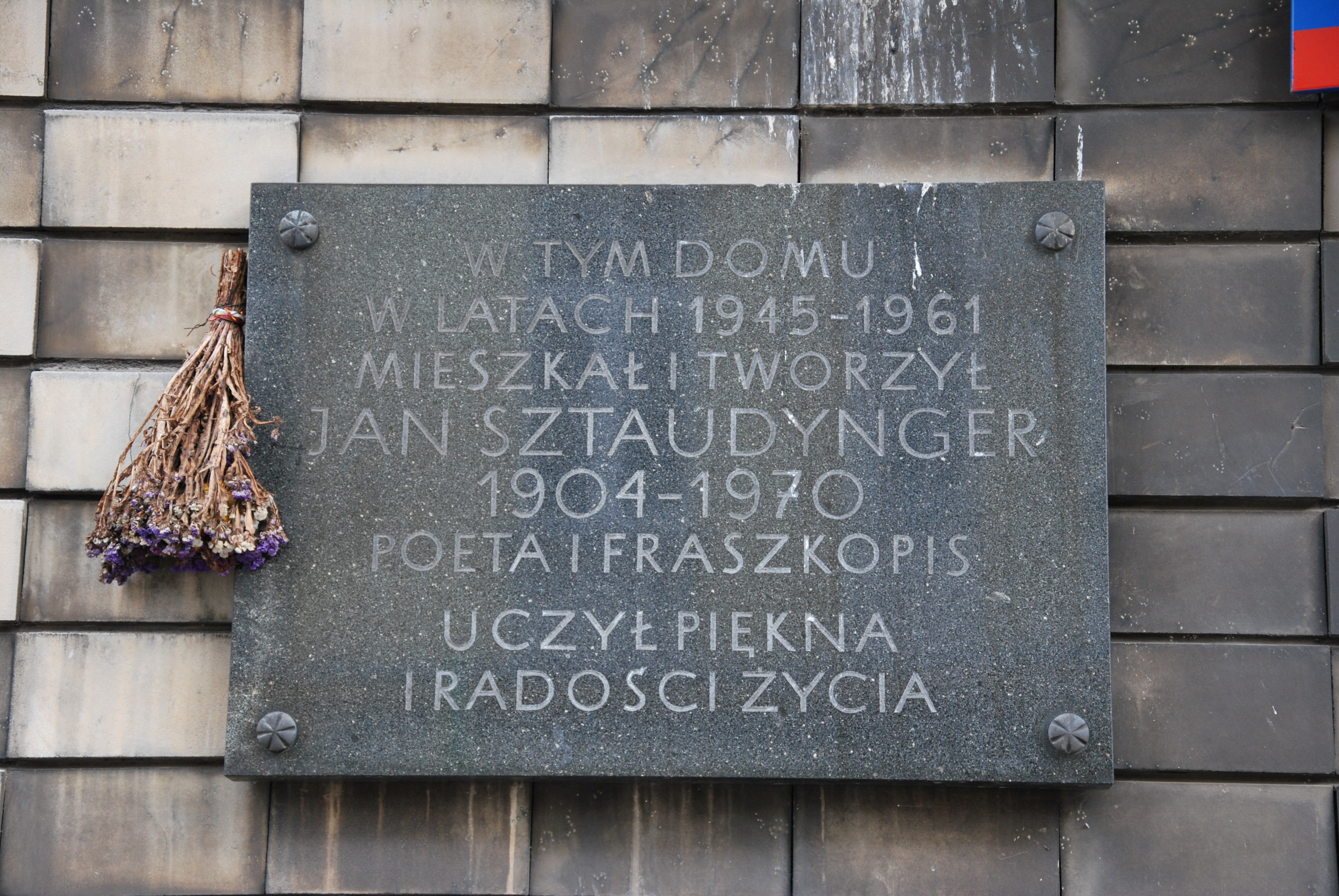
Una placa dedicada a Jan Sztaudynger, Łódź, ul. Żwirki 1c, col·locada per l'Associació d'Escriptors Polonesos l'any 1980

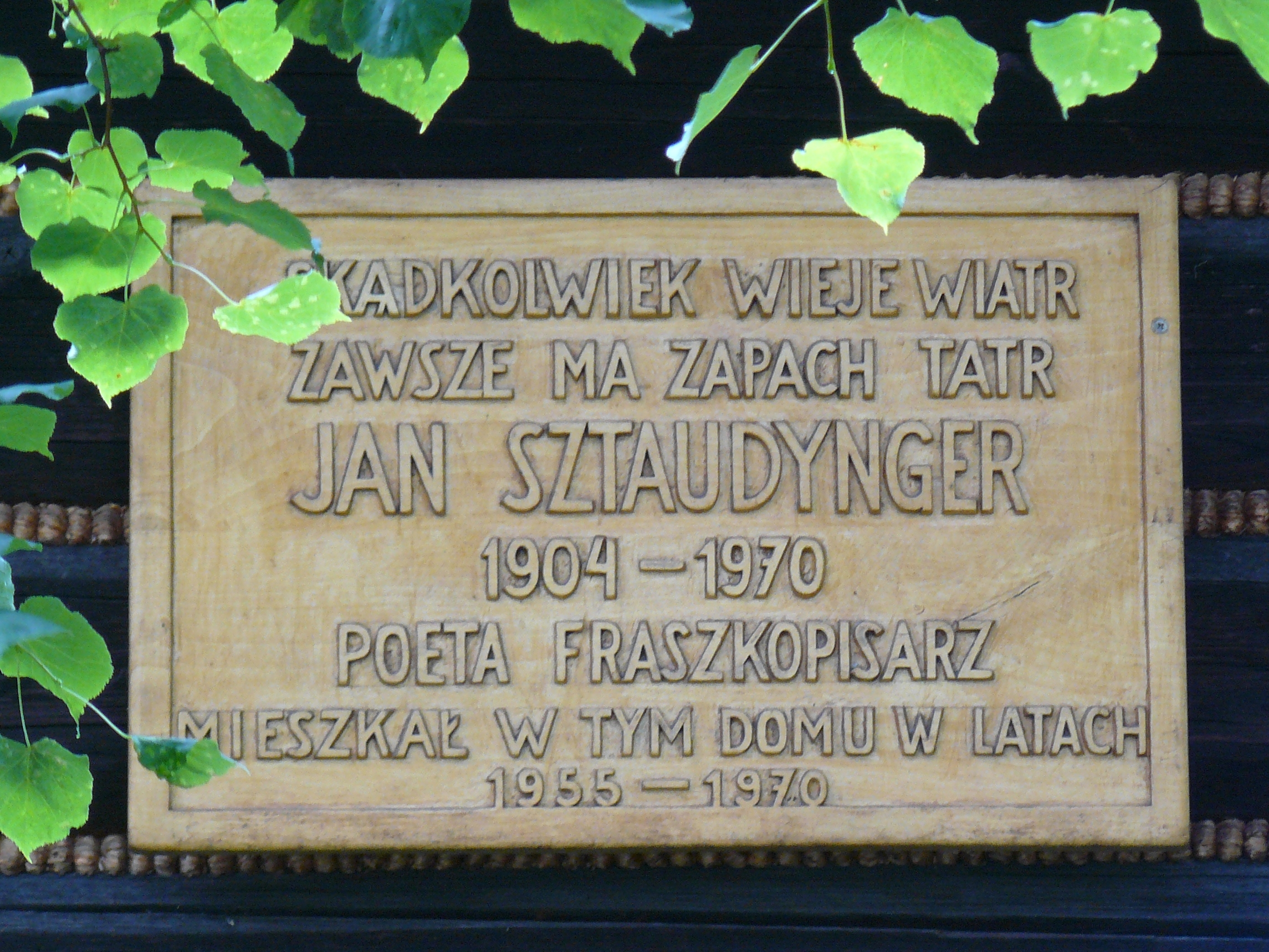
Placa a Zakopane - ul. Piłsudskiego 69 - on va viure Jan Sztaudynger, per Henryk Burzec

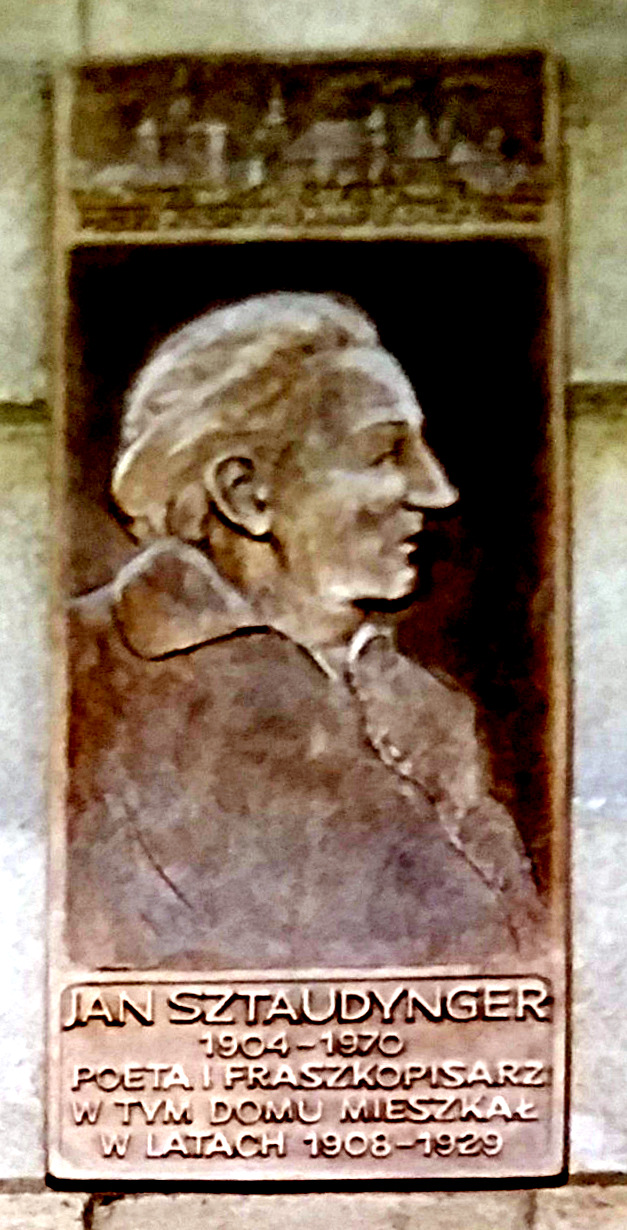
Placa a Cracòvia - ul. Długa - on Jan Sztaudynger va viure en els anys 1908-1929

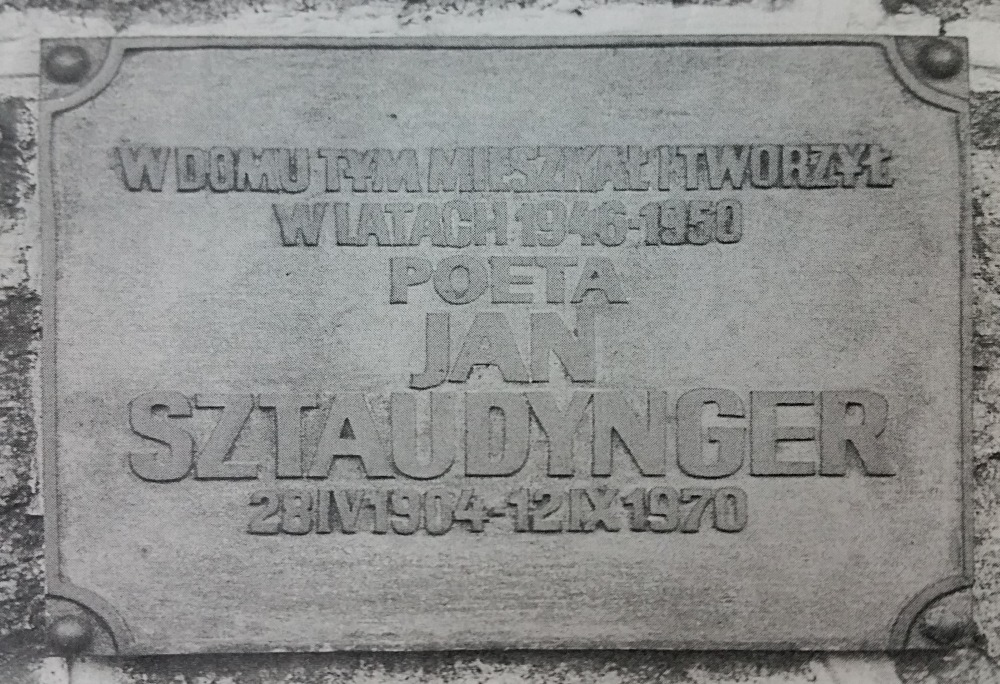
Placa que avui no existeix a la casa de Szklarska Poręba, que es va donar a conèixer a mitjans dels anys vuitanta

## Biografia
Va néixer en una família d'origen polonès, alemany i francès. Era fill d'Izydor Jan Józef i Anna z Kokowskich.
Va assistir a la Wzorcowej Szkoły Ćwiczeń, al Seminari de professors de Cracòvia. Després de l'esclat de la Primera Guerra Mundial, va ser evacuat amb els seus pares a Brno, Moràvia, on va continuar estudiant en escoles poloneses privades. El 1915 va començar a estudiar al segon gymnasium Joan Sobieski de Cracòvia.
Després de passar el seu abitur començar a estudiar filologia polonesa i alemanya a la Universitat Jagellònica. El 1923 va completar un any d'Estudis Pedagògics, i un any més tard obtenia un doctorat en filosofia sobre la base de les següents obres: La relació de Garczynski amb la religió i La influència de Goethe en Garczyński.
Després de finalitzar els seus estudis, Sztaudynger va ocupar el càrrec de mestre de llengua polonesa al gymnasium Ladislau Jagelló a Dębica, i després d'acabar el seu servei militar a l'Escola d'Infanteria de Zalísxiki, es va traslladar a Bydgoszcz, on va fer classes durant sis mesos al Seminari de Formació de Professors. El 1930 es va traslladar a Poznań, on durant quatre anys va fer classes al seminari de professorat Ewaryst Estkowski. Es va casar amb Zofia Jankowska, i el 1933 va néixer la seva filla Anna. El 1934 es va convertir en professor de l'Escola de la Facultat Estatal, on va fer classes (1938-1939) sobre el teatre de titelles.
Després d'esclatar la Segona Guerra Mundial juntament amb la família va ser detingut per alemanys, col·locats en un camp de trànsit i desplaçats al poble de Malice, Powiat de Sandomierz. A Opatów va participar en l'ensenyament clandestí a nivell de gymnasium.
El 1944 va arribar a Lublin i al CPAN va ocupar un càrrec al Centre de Cultura i les Arts, on va organitzar els primers teatres de titelles. Després de la guerra, es va instal·lar a Łódź. Esdevé breument el director literari del Teatre de Titelles "Biedronka" de la Societat Obrera d'Amics dels Infants, i fins al març de 1950 va treballar com a secretari de literatura al Departament de Cultura i Arts de l'Oficina Provincial de Łódź.
El 1946 va néixer el fill Jacek i, a partir d'aquest any, el poeta va col·laborar amb l'Institut Central de Cultura. En els anys 1947-1950 també va viure a Szklarska Poręba. El 1961 es va traslladar de Łódź a Zakopane.

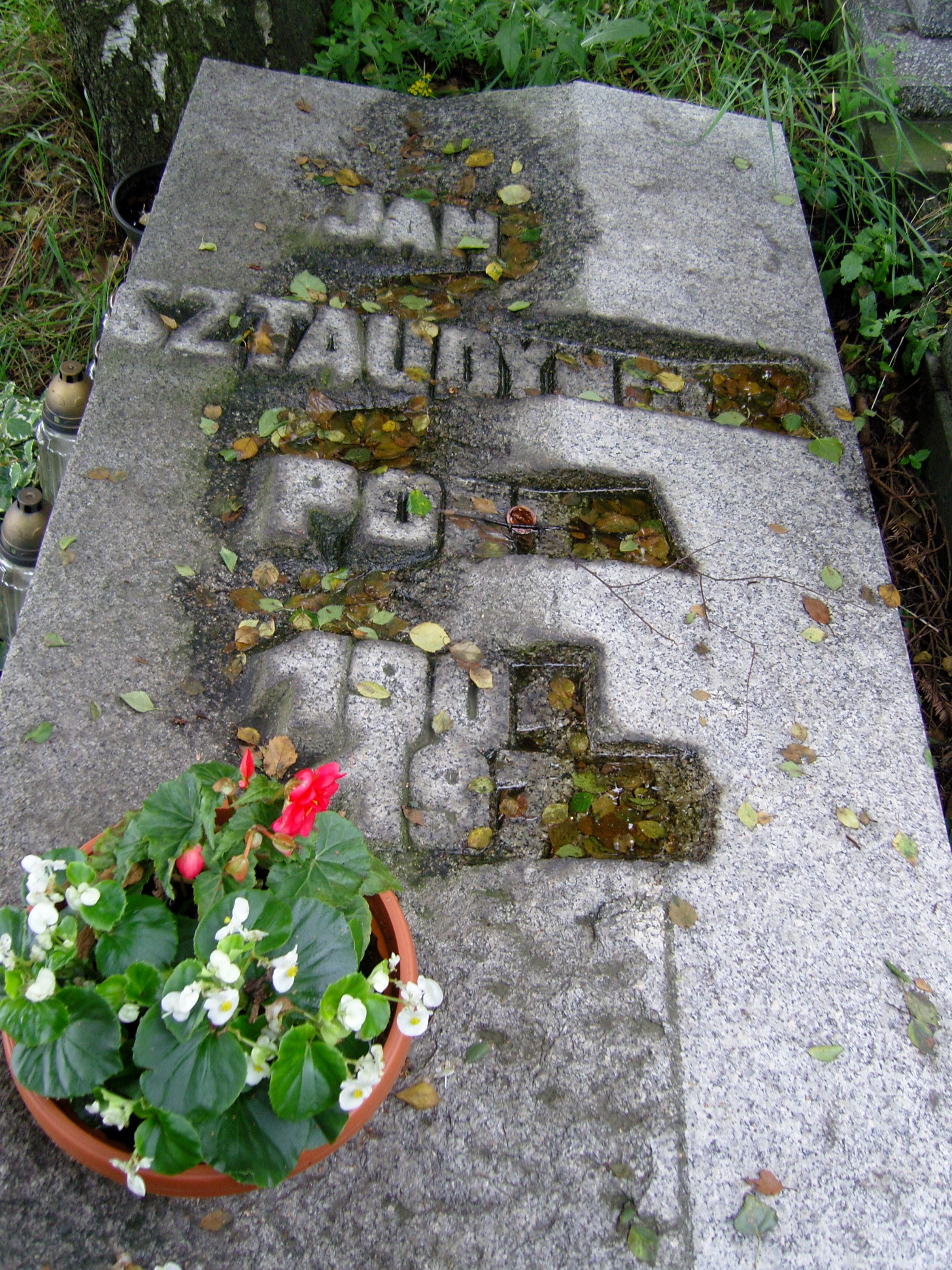
Tomba de Jan i Zofia Sztaudynger al cementiri Salwator de Cracòvia

El 1954, va ser diagnosticat amb una malaltia greu i es va haver d'estar repetidament a diversos hospitals, incloent-hi a Łódź, Varsòvia i Cracòvia. Va morir a la Clínica d'hematologia de prof. Julian Aleksandrowicz a Cracòvia, el 12 de setembre de 1970. Va ser enterrat al cementiri de Salwator.
Va ser el pare d'Anna-Sztaudynger Kaliszewicz, doctora en sociologia i divulgadora de la seva obra, i Jan Jacek Sztaudynger, professor de Departament d'Econometria a la Facultat d'Economia i Sociologia de la Universitat de Łódź.

## Creativitat
En la literatura sobre el tema, hi ha tres dates del debut literari: 1923, 1924, 1925. Com a assagista, va debutar l'any 1923 un article publicat a la revista de Praga Divadelni Listy. Durant els seus estudis va pertànyer al grup literari „Helion”,i al maig de 1923 va organitzar la seva primera tarda de poesia pròpia a la sala Copèrnic del Collegium Novum. El 1925 va aparèixer a Poznań el seu primer llibre de poesia, titulat Dom mój, i publicat per Karol Hubert Rostworowski.
El 1930 esdevingué membre del Sindicat d'escriptors polonesos, polonès: Związek Zawodowy Literatów Polskich. Va publicar articles, crítiques, poemes i epigrames, entre d'altres a „Kurierze Literacko-Naukowym”, „Dzienniku Poznańskim Czasie”, „Tęczy”, „Dwutygodniku Literackim”. També va actuar al cabaret „Klub Szyderców”, dirigit per Artur Maria Swinarski. En els anys 1930-1935 va publicar dos poemes commemoratius, imprès en petites edicions: Ballada o Stanisławie Wysockiej i Kasprowicz, escrits especialment per als participants de la cerimònia d'obertura del Departament Kasprowicz del Museu Municipal de Poznań i cinc volums de poemes: „Ballady poznańskie”, „Ludzie”, „Rzeź na Parnasie”, „Kantyczki śnieżne”, „Umiejętności”.
Després de viure a Szklarska Poręba el 1947, va participar en la vida literària de Jelenia Góra i els seus voltants. Va participar en conferències organitzades pel Club Literari (més tard el Sindicat d'Escriptors Polonesos, branca Baixa Silèsia), que va servir per restablir gradualment la vida cultural als Territoris Recuperats. També va estar present al Primer Congrés d'escriptors polonesos de les Terres del Sud, que va tenir lloc del 8 a l'11 de maig de 1947. Durant la seva estada a Szklarska Poreba, Sztaudynger va escriure diversos poemes publicats en el volum Puch ostu (1958). El 1946 va publicar un volum de poemes: Strofy wrocławskie. El 1954 apareix un llibre de fraszektitulat Piórka. En els anys 1961-1968 van aparèixer a l'editorial Nasza Księgarnia quatre volums de poemes per a nens.
La seva producció literària fou l'expressió d'una actitud afirmativa cap a la vida. Es va inspirar en l'observació del món de la natura, les obres d'art, l'exploració de les llegendes de la ciutat. Conegut principalment per la publicació de fraszek i considerat un "restaurador d'aquesta espècie". En un estudi, llegim:
| « | Sztaudynger volia redreçar la noció distorsionada de l'epigrama i restaurar la seva importància poètica. | » |

## Teatre de titelles
En els anys 1935-1937 va realitzar investigacions sobre la tradició i organització dels teatres de titelles i, per consegüent, va recórrer Europa. Publicà els resultats dels seus estudis en l'obra pionera Marionetki ("Marionetes"). El 1937 es va convertir en instructor de teatre de titelles al Departament d'Educació de l'Escola de Districte no Escolar de Poznań i, a Varsòvia, es va convertir en membre de la Comissió de Teatre de Titelles a l'Institut de Teatre Ludovic. Al mateix temps, va impartir conferències sobre l'impacte del teatre de titelles en literatura polonesa a la Facultat d'Humanitats de la Universitat de Poznań. A partir de 1938 va ser l'editor de titelles a la publicació mensual Teatr Ludowy en els anys 1938-1939 va editar la revista Bal u lal. Miesięcznik Marionetkowy. Després de la Segona Guerra Mundial va editar el trimestral Teatr Lalek en els anys 1950-1954. El 1961 publicà l'esbós Od szopki do teatru lalek (1961), i a la revista Teatr va dirigir el departament del Teatre de Titelles. L'Associació Internacional de Teatres de Titelles UNIMA li va donar el títol de membre honorari.

## Obres
S'inclouen també les edicions pòstumes.
- Dom mó], Poznań 1925.
- Ballady poznańskie, Poznań 1930.
- Ludzie, Poznań 1931.
- Rzeź na Parnasie, Poznań 1931.
- U źródeł Polski, (Impressions regionals), Poznań 1933
- Kantyczki śnieżne, Poznań 1934 i 1935.
- Marionetki, Lwów 1938.
- Strofy wrocławskie, Poznań 1947.
- Piórka, Varsòvia 1954.
- Nowe piórka, Varsòvia 1956.
- Krakowskie piórka, (primera edició - Cracòvia 1956, segona edició - Cracòvia 1958, tercera edició Cracòvia 1959)
- Stare i nowe piórka. Wybór, Varsòvia 1957 (segons Natanson, el títol és: Nowe i stare piórka).
- Puch ostu – wiersze, Łódź 1958.
- Krople liryczne, Varsòvia 1959.
- Raptularz zakochanych, (1a edició - Varsòvia 1960, 2a edició - Varsòvia 1986, tercera edició, Varsòvia 1994)[8]
- Łatki na szachownicy, Łódź 1961.
- Piórka z gór, Kraków 1961.
- Muchomory, Varsòvia 1961.
- Ballady i fraszki, Katowice 1963.
- Kasztanki, Varsòvia 1964.
- Wiórki, Katowice 1966.
- Narodziny obłoczka, Varsòvia 1965.
- Zwrotki dla Dorotki, Varsòvia 1968.
- Śmiesznoty, Katowice 1968.
- Supełki. Selecció d'epigrames i introducció: Wojciech Natanson, Katowice 1970.
- Dróżką przed siebie, Varsòvia 1973.
- Jak zwykle wszystko winą jest Amora, Cracòvia 1973.
- Chwalipięta czyli rozmowy z Tatą. Gener - Setembre de 1970 (coautora: Anna Sztaudynger-Kaliszewicz) Łódź 1973.
- Szczęście z datą wczorajszą, Cracòvia 1974.
- Poezje wybrane. Selecció i presentació: Wojciech Natanson, Varsòvia 1974.
- Piórka znalezione. Epíleg: A. Sztaudynger-Kaliszewiczowa. Cracòvia 1975.
- Bajki dla dorosłych, Varsòvia 1978.
- Moja wnuczka. Els poemes van ser triats i preparats per imprimir per A. Sztaudynger-Kaliszewicz. Cracòvia 1981.
- Szumowiny, Varsòvia 1983 (segona edició - 1984).
- Nie tylko „Piórka”. Fraszki, wiersze, bajki. L'elecció va ser feta per A. Sztaudynger-Kaliszewicz. Introducció: J. Poradecki. Łódź 1986.
- Półsłówka. Selecció i presentació: A. Sztaudynger-Kaliszewicz. Białystok 1986.
- Fraszki. Wybór: E. Brzoza, Warszawa 1999.
- Fraszki dla zakochanych. Wybór: J.J. Sztaudynger, J. Handzlik, K. Szeliga-Juchnik, Bielsko-Biała 2000.
- Kukuryku: wiersze dla dzieci, Cracòvia 2004, ISBN 83-89310-61-9.
- Entliczki pentliczki czyli Zwrotki dla Dorotki, Cracòvia 2004, ISBN 83-7437-011-4.
- Piórka dla dzieci, Cracòvia 2004, ISBN 83-7437-036-X.
- Puch ostu: fraszki o życiu i miłości. Selecció Anna Sztaudynger-Kaliszewicz, Dorota Sztaudynger-Zaczek, Cracòvia 2004, ISBN 83-08-03566-3.

## Premis
- Premi literari del sindicat d'escriptors polonesos a Poznań (1936)[9]
- Premi mensual Odra (1947)

## Exemples defraszek
Głos w telefonie

Halo - tu sumienie.

Czy pan zamówił budzenie?
Una veu al telèfon

Hola: és la teva consciència.

Has demanat una trucada de despertador? 

Nie lubie

Nie lubię siebie sam 

za dobrze siebie znam
No m'agrado

No m'agrado a mi mateix

Em conec prou bé.

Czasem głupoty

Czasem głupoty człowiek sobie życzy,

Bowiem w mądrości tyle jest goryczy...
De vegades l'estupidesa

De vegades un home desitja l'estupidesa

Perquè en la saviesa hi ha tanta amargor...

Miły wieczór

Sto gwiazd na niebie,

Jedna obok ciebie.
Bonica tarda

Un centenar d'estels al cel,

Un al teu costat.

Cisza

Boję się ciszy,

Wtedy się własne serce słyszy!
Silenci

Tinc por del silenci,

Llavors sento el meu cor!